# Physical Chemistry Chemical Physics
Physical Chemistry Chemical Physics — щотижневий рецензований науковий журнал, який публікує дослідження та оглядові статті з будь-якого аспекту фізичної хімії, хімічної фізики та біофізичної хімії. Його видає Королівське хімічне товариство від імені вісімнадцяти товариств-учасників. Головний редактор – Девід Руеда (Імперський коледж Лондона, Велика Британія).
Журнал було засновано в 1999 році в результаті злиття Faraday Transactions, Berichte der Bunsen-Gesellschaft für physikalische Chemie і ряду інших журналів з фізичної хімії, які видаються різними товариствами.

## Товариства власників
Журнал веде Рада власників, у якій усі товариства-члени мають однакове представництво. Вісімнадцять товариств-учасників:
- Канадське хімічне товариство
- Німецьке товариство фізичної хімії імені Бунзена
- Інститут хімії Ірландії
- Ізраїльське хімічне товариство
- Хімічна асоціація
- Королівська голландська хімічна асоціація
- Норвезьке хімічне товариство
- Польське хімічне товариство
- Королівське іспанське хімічне товариство
- Королівське хімічне товариство
- Швейцарське хімічне товариство
- Італійське хімічне товариство
- Фінське хімічне товариство - Kemiska Sällskapet I Finland
- Шведське товариство хіміків
- Королівський австралійський хімічний інститут
- Новозеландський інститут хімії
- Турецьке хімічне товариство

## Типи статей
У журналі публікуються наступні типи статей
- Наукові праці, оригінальні наукові праці, які раніше не публікувалися
- Повідомлення, оригінальні наукові праці, які раніше не публікувалися та мають терміновий характер
- Перспективи, оглядові статті, цікаві широкому читацькому загалу, створені на замовлення редколегії
- Коментарі, засіб для обговорення та обміну науковими думками, як правило, щодо матеріалів, раніше опублікованих у журналі

## Реферування та індексування
Журнал реферується та індексується за:
- Aquatic Sciences & Fisheries Abstracts
- Chemical Abstracts
- Chemical Engineering and Biotechnology Abstracts
- ChemInform
- Chemistry Citation Index
- Computer and Information Systems Abstracts Journal
- Current Contents
- Electronics and Communications Abstracts Journal
- Engineering Index Monthly
- Index Medicus/MEDLINE
- Inspec
- Mass Spectrometry Bulletin
- Mechanical Engineering Abstracts
- Process and Chemical Engineering
- Reaction Citation Index
- Referativnyi Zhurnal
- Science Citation Index

За даними Journal Citation Reports, імпакт-фактор журналу в 2018 році склав 3,567. 

## Зовнішні посилання
- Офіційний сайт